# Hirsutella nodulosa
Hirsutella nodulosa är en svampart som beskrevs av Petch 1926. Hirsutella nodulosa ingår i släktet Hirsutella och familjen Ophiocordycipitaceae.   Inga underarter finns listade i Catalogue of Life.